# Ceratophrys stolzmanni
Ceratophrys stolzmanni (sapo bocón del Pacífico) es una especie de anfibio anuro de la familia Ceratophryidae.

## Distribución geográfica
Esta especie se encuentra entre el nivel del mar y los 100 m sobre el nivel del mar a lo largo de la costa del Golfo de Guayaquil en:
- el noroeste de Perú en la región de Tumbes;
- Ecuador en las provincias de Guayas, Santa Elena y Manabí.[5]

## Taxonomía
La UICN reconoce dos subespecies: Ceratophrys stolzmanni scaphiopeza Peters, 1967 de Ecuador y Ceratophrys stolzmanni stolzmanni Steindachner, 1882 de Perú.

## Etimología
Esta especie lleva el nombre en honor del ornitólogo Jan Sztolcman.

## Publicación original
- (de) Steindachner, 1882: Batrachologische Beiträge. Sitzungsberichte der Kaiserlichen Akademie der Wissenschaften. Mathematisch-Naturwissenschaftliche Classe, Wien, vol. 85, p. 188-194[6]